# Erythropterus
Erythropterus is een kevergeslacht uit de familie van de boktorren (Cerambycidae). De wetenschappelijke naam van het geslacht werd voor het eerst geldig gepubliceerd in 1934 door Melzer.

## Soorten
Erythropterus omvat de volgende soorten:
- Erythropterus amabilis Melzer, 1934
- Erythropterus boliviensis Clarke, 2007
- Erythropterus cuissi Napp & Monné, 2005
- Erythropterus kochi Clarke, 2007
- Erythropterus urucuri Martins & Galileo, 2004